# Уурэ-Гол
Уурэ-Гол (Ури-Гол, Ур-Гол; Урийн-Гол; монг. Үүр гол, Үүрийн гол) — река на севере Монголии, левый, самый крупный приток Эгийн-Гола (бассейн Селенги).
Уурэ-Гол берёт начало на южных склонах хребта Саравлаг-Сарьдаг слиянием рек Хугшин-Уурэ-Гол и Залуу-Уурэ-Гол. Протекает преимущественно по межгорной долине. Длина реки составляет 331 км, площадь бассейна — 12 300 км². Весеннее половодье, летние дождевые паводки. Зимой река замерзает.